# Лобко, Наталья Ивановна
Лобко Наталья Ивановна (род. 22 сентября 1975, Тверь) — российский кинорежиссер, сценарист.

## Биография
В 1998 году начала карьеру на радио в качестве ведущий и продюсера.
С 2002 года работала на федеральных телевизионных каналах, была автором программ и документальных фильмов.
В 2008 году первой работой в качестве кинорежиссера стал однокадровый художественный фильм Страсть, призёр в номинации Лучший иностранный фильм на фестивале IT'S ME (Армения).
В 2009 году окончила режиссёрский факультет ВКСР (мастерская игрового кино Владимира Хотиненко). Вошла в группу российских режиссёров международного  кинопроекта  «Россия-Польша. Новый взгляд». Её  документальный фильм «Я увидел палача» стал первым российским фильмом на тему Катыни про мемориал Медное. Фильм получил международный резонанс. Премьера состоялась в Варшаве (Польша)
С февраля 2012 года глава кинокомпании «Мокка-Медиа». Основатель и преподаватель молодёжной «Кинолаборатории F.A.Q.».

## Фильмография

### Режиссёр
2008 — Страсть( художественный фильм). 
2009 — Я увидел палача (документальный фильм).  
2011 — Никуша (документальный фильм).  
2012 — Хранители паровозов (документальный фильм)  
2013 — Мишки(короткометражный игровой фильм) 

### Сценарист
2008 — Страсть(художественный фильм). 
2011 — Трибогатыря.net  (в соавторстве с Елизаветой Трусевич) 
2013 — Цветы для белой мыши  
2013 — Роддом (сериал)  
2013 — Мишки (короткометражный игровой фильм) 

### Актриса
2006— Дуэт (главная женская роль, реж. Анна Писаненко) 
2012— Комната в Риме (озвучивание, Наташа)

## Награды и достижения
- “IT’S ME” (Armenia) - лучший иностранный фильм
- “Человек и война” - специальный приз медиа жюри
- “Rushes Soho Shorts” (England) - официальная программа
- “Katyn Repercussions movie festival” (Poland)  - официальная программа
- «Culture unplugged» - официальная программa
- “Сталкер” - образовательная программа
- “VIII МКФ военного кино” - официальная программа
- “Начало”  - официальная программа
- “Святая Анна” - официальная программа
- “KIN” IWFF (Armenia) - официальная программа